# Liurana alpina
Espèce
Synonymes
- Liurana alpinus Huang & Ye, 1997
- Ingerana alpina (Huang & Ye, 1997)
- Limnonectes alpinus (Huang & Ye, 1997)

Statut de conservation UICN

 VU  : Vulnérable
Liurana alpina est une espèce d'amphibiens de la famille des Ceratobatrachidae.

## Répartition
Cette espèce est endémique du xian de Mêdog au Tibet en Chine. Elle se rencontre vers Dayangdong de 2 700 à 3 200 m d'altitude.

## Publication originale
- Huang & Ye, 1997 : A new species of the genus Liurana (Amphibia: Ranidae) from Xizang, China. Cultum Herpetologica Sinica, vol. 6, no 7, p. 112-115.